# Костогрызово (Каховский район)
Костогрызово (укр. Костогризове) — село в Зеленоподской сельской общине Каховского района Херсонской области Украины.
Население по переписи 2001 года составляло 924 человека. Почтовый индекс — 74844. Телефонный код — 5536. Код КОАТУУ — 6523582701.

## Местный совет
74844, Херсонская обл., Каховский р-н, с. Костогрызово, ул. Гагарина, 21а